# SPYAIR
SPYAIR（スパイエアー）は、日本のロックバンド。所属レコードレーベルはソニー・ミュージックレーベルズ内のソニー・ミュージックアソシエイテッドレコーズ。2005年結成。

## 概要
- 元々はIKE・MOMIKEN・KENTAの3人とUZはそれぞれ別のバンドを組んでいたが、IKE達のバンドのギタリスト脱退を受け、解散となった時に対バンしたことのあったUZに話しかけ、「ウチのバンドも今やばいんだわ」という話になり、「一緒にやりたい」と思い、SPYAIRとしての活動がスタートした[6]。
- バンド名は「Spyware」というコンピューターウイルスを元に検索して一発で出る形に変え決定した。また、単純に「カッコよくない?」というのも決定の要素となった[6]。
- かつては自己紹介の際に冒頭に「〜の息子」と付けるのが定番となっていた。
- インディーズ時代は「自分たちがライブハウスでファンを“待つ”のではなく、自分たちからバンドを知らない人のところへ“行く”。」というコンセプトで名古屋の栄広場を拠点とし、野外ライブでの活動をメインに選んだ[7]。その為、現在でもメンバーにとって、野外ライブはとても思い入れがある。また、2010年6月には悲願の野外ライブ100本目を達成した[8]。
- 3rdシングル『ジャパニケーション』のミュージック・ビデオ撮影で韓国を訪れた際に韓国の地元メディアに取り上げられ、1stアルバム『Rockin' the World』で韓国デビューした[9][10]。
- 2011年4月から日本テレビ系で放送されている『ヒルナンデス!』内の登場キャラクター「フェルナンデスくん」が主人公の「フェルナンデスくんが行く」に登場するフェルナンデスくん2号のテーマ曲「フェルナンデスくん2号のテーマ」を作成した。完成当初歌詞は「フェルナンデス2号」だけだったが、徐々に歌詞が増えている。
- 2022年3月にボーカルIKEが脱退し、8月にボーカル探しをテーマにしたYouTubeチャンネル『スパイエアー、ボーカル探してます。』を開設。1,000人を超える応募者の中から福岡県出身のYOSUKEがSPYAIR新ボーカルに決定。

### 音楽性
結成当初はメンバー全員がアメリカのニュー・メタルバンド、KORNに影響されていたこともあり、ギターをダウンチューニングにするなど、ギターリフで押すような重たい楽曲メインのラウドロックをやっていた。しかし現在はロックという大きいジャンルの中で、ハードロック、ポップスも織り交ぜ、キャッチーで自由な音楽性を持っている。このような音楽性の変化を持った理由として、野外ライブなどをやっていくうちに、「僕らを支持してくれる人たちに何かしたい」という思いになったからだとメンバーはコメントしている。特にメジャーデビュー曲の「LIAR」は、ラウドなリフの中にキャッチーなメロディを残した、SPYAIRらしい楽曲となっている他、「Just Like This」は、野外ライブの活動を通しファンに向けて作られた楽曲であり、歌詞もIKEの想いをMOMIKENが代筆し、ファンへの感謝が詰まったものとなっている。

### 制作活動
ほぼすべての楽曲の作詞をMOMIKEN、作曲をUZが担当している。MOMIKENは結成当初から歌詞を担当していたが、結成当初の作曲方法は、皆でジャムりながら作るというスタイルをとっていた。
制作の方法としては、まずUZが打ち込みを使って曲の95%くらいまで完成させ、そのデモをMOMIKENに渡して、詩を書くというスタイルを採っている。この時UZは、「このような気持ちで曲を作った」など、曲のイメージは話さず、MOMIKENが感じたままに詩を書くという。
ヴォーカルではなくベーシストが歌詞を書くというスタイルを採っており、これについてメンバーは「みんなそれぞれ歌詞を書いた経験もあるんですけど、やっぱりMOMIKENの詞が一番だなって共通認識としてある」と発言している。IKEはMOMIKENの書く詩について、「自分のことを理解して書いてくれている」「俺が言葉を発したときの絵を想像してくれていたりするから、凄く感動する」と発言していた。
2021年に発売した6thアルバム『UNITE』では、メンバー全員が作詞、作曲に関わり、バンドの表現の幅を広げている。
2022年3月にボーカルIKEが脱退。2022年8月にYouTubeチャンネル「スパイエアー、ボーカル探してます。」を開設。2022年11月25日〜12月25日までSPYAIRボーカルオーディション「君がSPYAIRだ！〜Hey Hey 応えて 誰かいませんか〜」を開催した。2023年4月13日「スパイエアー、ボーカル探してます。」チャンネルにて、2023年8月11日SPYAIRメジャーデビュー日となるこの日に約2年ぶりとなる単独野外ライブ「JUST LIKE THIS 2023」開催を発表に加えて、新ボーカルは24歳(発表当初)福岡県出身の「YOSUKE」が決定した。
6月からは代表曲である「サムライハート (Some Like It Hot!!) 」「イマジネーション」などをYOSUKEで再録した「New Version」を配信リリース。同年7月にはYOSUKEがボーカルを務めてから初となる新曲「RE-BIRTH」を配信リリース。2024年2月には『劇場版ハイキュー!! ゴミ捨て場の決戦』の主題歌として新曲「オレンジ」をリリースした。

## 来歴

### デビュー前
2005年6月9日、高校時代から続けていたバンドを解散したIKE、KENTA、MOMIKENに、UZが加わり結成。結成から1年間は、曲作りとリハーサルに専念する。8月にもちの木広場にて初ライブを行った。
2006年10月頃から、名古屋・栄広場を中心に、野外でのライブ活動を開始する。この頃に知り合いの誘いでクラブイベントへ参加し、ENZEL☆と出会う。
2007年4月3日、自主製作アルバム『Can You Listen?』リリース。9月には名古屋APOLLO THEATERで初のワンマンライブを開催。この頃から、ENZEL☆はサポートメンバーとして活動を共にするようになっていく。11月には島村楽器主催「HOTLINE 2007」に出場し、準優勝する。
2008年、東京でもライブ活動をスタート。9月10日に自主製作アルバム『alive』を東海地区限定でリリース。10月には学園祭ツアーを敢行。11月に2度目のワンマンを名古屋ボトムラインで開催。SOLD OUTとなる。

### インディーズデビュー
2009年1月、全国巡業ロック&ミクスチャーイベント"CROSSING POINT"に参戦。オーディエンスの投票で初代グランプリ獲得。2月6日、サポートメンバーだったENZEL☆が正式にメンバーとなる。
同年4月15日、インディーズ1stシングル『ジャパニケーション』をU-PROJECTよりリリース。全国デビューとなる。4月18日、名古屋・栄広場で予定していた野外100本目のライブがIKEの入院により中止になり、500人くらいいたファンの前で謝罪をした。6月にはZIP-FM主催SAKAE SP-RING出演、名古屋クアトロを満員にする。7月には地元名古屋のZIP-FMでレギュラーコーナーがスタートした。
同年9月16日、インディーズ2ndシングル『感情ディスコード』をリリース。この頃から、メジャーレーベルよりオファーが殺到する。10〜11月に2度目の学園祭ツアーを敢行し、東海エリアで8つの大学に出演した。

### 2010年 - 2011年：『Rockin' the World』
2010年、芸能事務所の「研音」に所属となる。4月1日よりZIP-FMにて、ラジオ番組『AIR'sROCK』がスタートする。6月27日には名古屋・栄広場でIKEの入院で中止になった野外100本目のライブを達成、延べ2000人を動員する。8月7日・8月8日|8日には野外フェス「SUMMER SONIC」に初出演した。
同年8月11日、Sony Music Associated Recordsより、ドラマ『ハンマーセッション!』主題歌となった1stシングル『LIAR』でメジャーデビュー。11月27日、「MUSIC ON! TV」にて初の冠番組となる『5リオシ!』が放送開始。12月1日、アニメ『BLEACH』エンディングテーマとなった2ndシングル『Last Moment』をリリース。同月3日に東京での初ワンマンライブをSHIBUYA BOXXにて開催した。
2011年3月16日、3rdシングル『ジャパニケーション』をリリース。表題曲「ジャパニケーション」のミュージックビデオ撮影は韓国ソウル郊外で実施した。同年6月8日、アニメ『銀魂'』エンディングテーマに起用された4thシングル『サムライハート (Some Like It Hot!!)』をリリース。レコチョクアニメチャートで週間1位を記録。7月30日には、韓国最大の野外ロックフェス「JISAN VALLEY ROCK FESTIVAL 2011」に出演。8月3日・4日・8日には自主企画対バンライブ「真夏の3番勝負 2011」を開催した。同月24日、ドラマ『ドン★キホーテ』主題歌となった5thシングル『BEAUTIFUL DAYS』をリリース。
同年9月21日、1stアルバム『Rockin' the World』をリリース。オリコンチャートで8位を獲得。同時に韓国デビューを果たし、韓国J-POPチャートで1位を獲得。10月30日、日比谷野外音楽堂にて単独野外ライブ『Just Like This 2011』を開催、3000人を動員した。その後、12月9日から31日にかけて、メジャーデビュー後初の東名阪+韓国ライブツアー『SPYAIR TOUR 2011「Rockin' the World」』を開催した。

### 2012年：『Just Do It』
2012年1月1日、初の配信限定シングル『MOVIN' ON』をリリース。同月18日には映像作品『5リオシ!前編〜すいません東京ナメてました』、『5リオシ!後編〜すいませんもう終わりにして下さい』を同時リリース。3月14日には、アニメ『機動戦士ガンダムAGE』アセム編エンディングテーマとなった6thシングル『My World』、初のライブDVD『SPYAIR LIVE at 野音「Just Like This 2011」』を同時リリース。同月17日から5月6日にかけて初の全国ツアー『SPYAIR TOUR 2012「My World」』を開催した。
同年4月4日、ニッポン放送で自身が水曜パーソナリティーを担当する『SPYAIRのオールナイトニッポン0(ZERO)』が放送開始。6月27日、映画『アメイジング・スパイダーマン』の日本版テーマソングとなった7thシングル『0 GAME』をリリースする。8月7日・8日・9日には、自主企画対バンライブ『真夏の3番勝負 2012 【Road to 武道館】』を開催。
9月5日、8thシングル『Naked』をリリースし、同月19日、2ndアルバム『Just Do It』をリリース。日韓同時リリースをし、韓国洋楽チャートで1位獲得。また、このアルバムリリースを記念して、原宿アストロホールにて「Naked LIVE」と題し、SPYAIR初となるメンバーや参加者全員が上半身裸で行う男性限定ライブを開催。
10月17日にはSEAMOとのコラボレーション・シングル『ROCK THIS WAY』をリリース。11月21日、ドラマ『恋するハエ女』主題歌の9thシングル『WENDY 〜It's You〜』をリリース。12月18日、日本武道館で単独公演を開催し、延べ1万人満席動員する。この公演をもってENZEL☆が脱退する。

### 2013年：『MILLION』

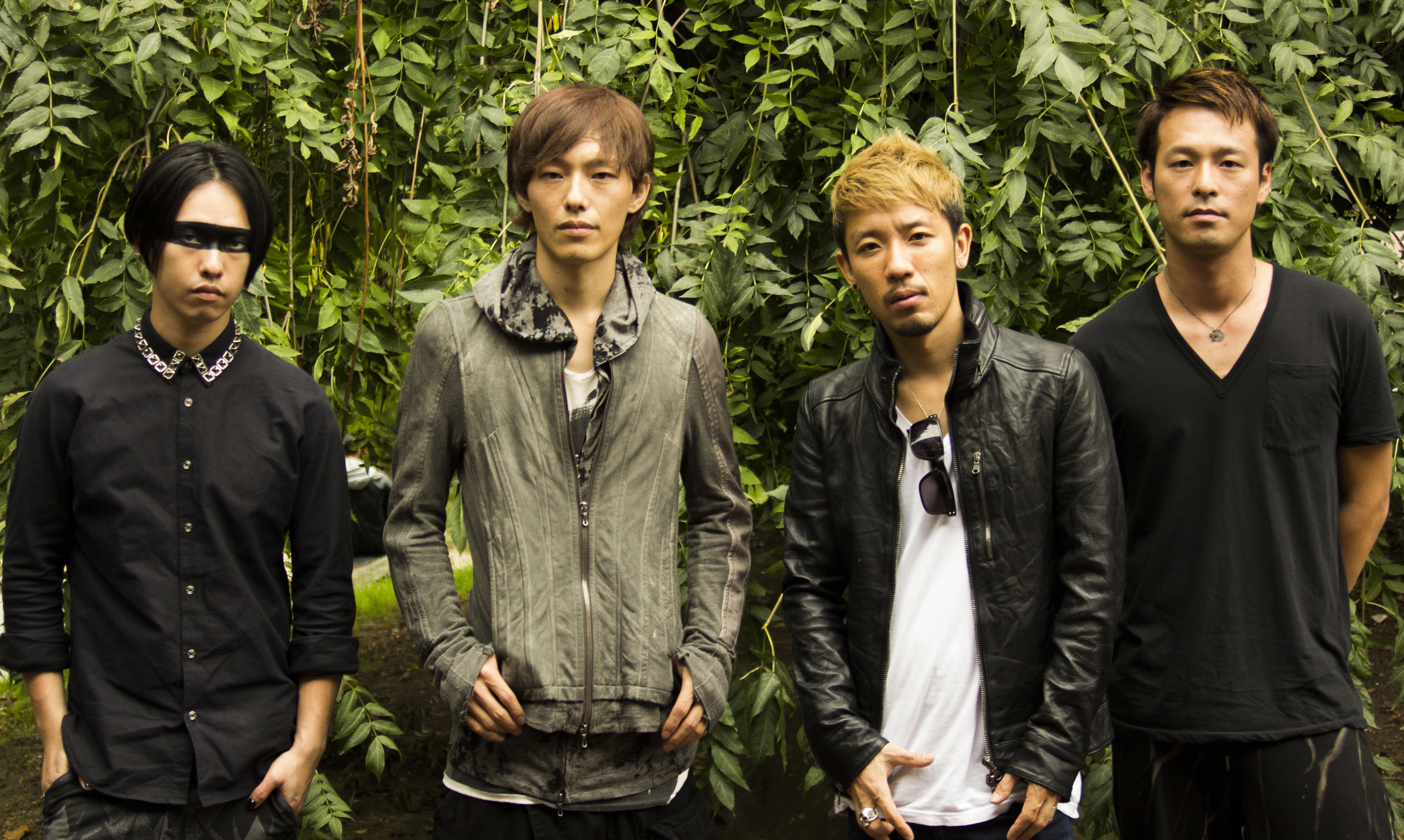
2013年9月時点のSPYAIR

2013年1月6日、名古屋・栄広場にてゲリラライブを無告知で開催。同年2月24日、『SPYAIR LIVE at 映画館 2013〜武道館！見とかなアカン！〜』と題して、全国5ヶ所で武道館公演の先行上映を開催。3月11日から5月3日にかけて全国ツアー『SPYAIR TOUR 2013「サクラミツツキ」』を開催。3月13日にアニメ『銀魂' 一国傾城篇』オープニングテーマとなった10thシングル『サクラミツツキ』、ライブDVD『SPYAIR LIVE at 武道館 2012』を同時リリースした。その後、5月29日、ドラマ『潜入探偵トカゲ』主題歌となった11thシングル『虹』をリリース。7月3日には、映画『劇場版 銀魂 完結篇 万事屋よ永遠なれ』主題歌となった12thシングル『現状ディストラクション』をリリースし、オリコンウィークリーチャート6位を獲得した。
8月7日、3rdアルバム『MILLION』をリリース。オリコン初登場で2位を獲得し、韓国洋楽チャートで1位獲得。ヨーロッパ50ヶ国でリリースされた。またこのアルバムリリースを記念して、同日、代々木公園にて、アルバム完全再現フリーライブを開催し、約8000人を動員する。このライブは、ニコニコ生放送、YouTube、Ustreamで全世界へ同時生中継された。同月9日、テレビ朝日系列の「ミュージックステーション」に初出演、「現状ディストラクション」を披露する。同月12日・13日・14日には、自主企画対バンライブ『真夏の3番勝負 2013 【NEXT STAGE】』を開催した。
その後、11月9日から12月27日にかけて初のホールライブツアー『SPYAIR TOUR 2013「MILLION」』を開催。11月13日には、アニメ『サムライフラメンコ』オープニングテーマの13thシングル『JUST ONE LIFE』をリリース。12月31日、Zepp Nagoyaにて、カウントダウンライブ『ONE PARK 限定年越しライブ 〜わんぱく王に俺はなる!〜』を開催した。

### 2014年：活動休止、『BEST』
2014年3月9日、劇場版『The documentary of SPYAIR TOUR 2013 "MILLION"』と題し、全国9ヶ所で、MILLIONツアーのドキュメント映画が上映。同月26日、ライブDVD『SPYAIR TOUR 2013 "MILLION"』をリリースした。
同年4月30日、アニメ『ハイキュー!!』オープニングテーマに抜擢された14thシングル『イマジネーション』をリリース。5月6日、この日および翌日開催予定だった『SPYAIR TOUR 2014「イマジネーション」』Zepp Nagoya公演が、Vo.IKEが急性気管支炎を発症した事を理由に急遽延期となる。。同月9日、『SPYAIR TOUR 2014「イマジネーション」』5月10日開催のZepp Sapporo公演と5月12日開催の仙台 Rensa公演の延期を発表。同月16日、Vo.IKEの体調の回復により翌日17日のZepp Fukuoka公演からツアー再開を発表。21日には午前8時にVo.IKEが自身のtwitterに「SPYAIRを辞めます！」と投稿し、騒動となる。この日の夜、「IKEが「声帯ポリープ」・「急性声帯炎」を併発し長期の療養が必要となった」ことを理由に『SPYAIR TOUR 2014「イマジネーション」』の残り公演と延期していた公演すべての中止を発表。ツイートは「ボーカリストとしての責任の重大さと、病状が悪化したことによる理由からのもの」で、今後の活動は「改めて報告する」と説明された。26日、IKEの長期療養のため、5月26日時点で予定されていたすべてのフェスへの出演の取りやめと8月11日・8月12日|12日・8月13日|13日に開催予定であった＜真夏の3番勝負＞の中止を発表した。
7月28日、公式ウェブサイトにて、Vo.IKEがポリープの除去手術を受け、引き続き療養中ではあるものの経過は順調であることを発表。「SPYAIRは解散しません」とのコメントを発表し、メンバー全員からのコメントも合わせて掲載。加えて、2014年初頭に録音した未発表曲「GLORY」を公開。9月25日、ラジオ番組『AIR'sROCK』が最終回を迎える。10月11日、活動再開後初のステージとして、大阪城ホールで開催されたMBSの音楽イベント『MBSアニメフェス2014』にサプライズ出演。
11月26日、初のベストアルバム『BEST』をリリース。オリコン週間3位を記録。アジア・ヨーロッパほか71の国と地域でもリリースされた。12月30日、Zepp DiverCity (TOKYO)にて、約7ヶ月ぶりとなる単独公演『SPYAIR LIVE 2014 〜復活〜』を開催。

### 2015年 - 2016年：『4』
2015年3月25日、15thシングル『ROCKIN' OUT』をリリース。4月14日から5月20日にかけて全国ツアー『SPYAIR TOUR 2015 “ROCKIN' OUT”』を開催する。同年7月22日、ドラマ『THE LAST COP/ラストコップ』主題歌の16thシングル『ファイアスターター』をリリース。8月8日には富士急ハイランド・コニファーフォレストにて単独野外ライブ『JUST LIKE THIS 2015』を開催。1万人を動員。
10月21日、アニメ『ハイキュー!! セカンドシーズン』オープニングテーマとなった17thシングル『アイム・ア・ビリーバー』をリリースし、11月18日に4thアルバム『4』をリリース。このアルバムリリースを記念して、11月18日・21日に「ニューアルバム『4』発売記念 スペシャルフリーライブ & ハイタッチ会」を開催した。
その後12月13日・22日、結成10周年・メジャーデビュー5周年を記念し、自身初のアリーナツアー『SPYAIR ARENA TOUR 2015『DYNAMITE』〜シングル全部ヤリマス〜』を開催。
2016年1月9日、初の台湾ワンマンライブ『SPYAIR LIVE in Taipei 〜I'M A BELIEVER 2016』を台北 ATT SHOW BOXにて開催。チケットは即完売。1月13日には、ライブDVD『JUST LIKE THIS 2015』をリリース。同年1月16日から3月10日にかけて3年ぶりの全国ホールツアー『SPYAIR TOUR 2016 “4 -for-”』を開催した。

### 2016年 - 2018年：『KINGDOM』
2016年3月26日、フランスでの初ワンマンをパリ・La Machine du Moulin Rougeにて開催。5月11日には、ライブDVD『DYNAMITE 〜シングル全部ヤリマス〜』をリリース。同年7月13日、18thシングル『THIS IS HOW WE ROCK』をリリース。同月30日、富士急ハイランドコニファーフォレストにて、単独野外ライブ「JUST LIKE THIS 2016」を開催、1万3000人を動員。
同年11月9日、アニメ『機動戦士ガンダム 鉄血のオルフェンズ』オープニングテーマとなった19thシングル『RAGE OF DUST』をリリース。同月19日から29日にかけてZeppツアー『SPYAIR TOUR 2016 RAGE OF DUST』を開催した。12月28日にはライブDVD『JUST LIKE THIS 2016』をリリースし、12月29日から2017年1月21日にかけてアリーナツアー『SPYAIR ARENA TOUR 2016-2017「真冬の大サーカス」』を開催した。
その後、2017年3月13日から24日にかけて追加公演+振替公演『SPYAIR TOUR 16-17 RAGE OF DUST』を開催。同月29日、20thシングル『Be with』をリリース。5月31日にはライブDVD『SPYAIR ARENA TOUR 2016-2017 真冬の大サーカス』をリリース。
同年7月29日、富士急ハイランド・コニファーフォレストにて単独野外ライブ『JUST LIKE THIS 2017』を開催、1万5000人を動員。会場限定シングル『THE WORLD IS MINE』をリリースした。8月30日には、ドラマ『ウツボカズラの夢』主題歌となった21stシングル『MIDNIGHT』をリリース。10月11日、5thアルバム『KINGDOM』をリリース。このアルバムリリースを記念し、10月11日・14日・15日に『New Album「KINGDOM」リリース記念フリーライブ』を開催した。
2018年1月26日から4月18日にかけて全国ツアー『SPYAIR TOUR 2018「KINGDOM」』を開催する。追加公演は自身2度目、5年半ぶりとなる日本武道館にて行われた。同年3月14日、ライブDVD『JUST LIKE THIS 2017』をリリース。

### 2018年 - 2021年：『UNITE』
2018年7月25日、アニメ『銀魂.銀ノ魂篇』オープニングテーマとなった22ndシングル『I Wanna Be…』をリリース。同月28日、富士急ハイランド・コニファーフォレストにて台風の中、単独野外ライブ『JUST LIKE THIS 2018』を開催。会場限定シングル『We'll Never Die』をリリースした。
同年9月23日から12月22日にかけて、初のワールドツアー『SPYAIR WORLD TOUR 2018』を開催。10月24日にはライブDVD&Blu-ray『SPYAIR TOUR 2018 -KINGDOM- Live at NIPPON BUDOKAN 2018.4.18』をリリースした。12月29日には音楽フェス「COUNTDOWN JAPAN 18/19」に初出演。
2019年1月18日、プロバスケットボールリーグ「B.LEAGUE 2018-19 SEASON」の公式テーマソングとして書き下ろした2nd配信限定シングル『B-THE ONE』をリリース。同年3月14日より東北地方3会場で「SPYAIR東北ライブハウス大作戦2019」を開催した。同月27日、ライブDVD&Blu-ray『JUST LIKE THIS 2018』をリリース&初のファンクラブ会員限定ライブ「SPYAIR AIR-GATE LIVE 2019」を開催。4月3日には、日本体育大学の応援ソングとして書き下ろした3rd配信限定シングル『PRIDE OF LIONS』をリリースした。
7月27日、単独野外ライブ『JUST LIKE THIS 2019』を開催。会場限定シングル『B-THE ONE/PRIDE OF LIONS』をリリース。
2020年3月4日、ライブDVD&Blu-ray『JUST LIKE THIS 2019』をリリース。
同年7月18日、単独野外ライブ『JUST LIKE THIS 2020』の開催を新型コロナウイルスの影響を受け断念。『JUST LIKE THIS 2020』のテーマソングとして制作された楽曲「INSIDE OF ME」を配信リリースした。また、映像配信サービス「Stagecrowd」にて、無観客有料生配信ライブ『SPYAIR digital LIVE 2020.7.18』を開催。
11月11日には、アニメ『ハイキュー!! TO THE TOP』エンディングテーマとなった23rdシングル『One Day』をリリース。
2021年1月6日、1月8日全国公開のアニメ映画「銀魂 THE FINAL」主題歌「轍〜Wadachi〜」を含む歴代の「銀魂」ソングを網羅したEP『轍〜Wadachi〜』をリリース。また、この作品を携えて1月31日に生配信ライブ『SPYAIR digital LIVE RE:10th Anniversary～KICK OFF～』を開催する。2月には、ファンクラブ会員限定ライブ『SPYAIR AIR-GATE LIVE 2021』を東名阪で実施。
同年3月31日、6thアルバム『UNITE』をリリースし、4月4日より全国ツアー『SPYAIR ALBUM TOUR 2021 ‒UNITE‒』を開催する。

### 2021年 - 2022年: 『BEST OF THE BEST』、ボーカル IKEの脱退
2021年7月17日、富士急ハイランド・コニファーフォレストにて、単独野外ライブ『JUST LIKE THIS 2021』を開催。会場限定シングル『All I Need』をリリースした。
同年8月11日には、ベストアルバム『BEST OF THE BEST』、MV集『BEST OF THE BEST CLIPS』をリリースする。9月からは全国ツアー『SPYAIR RE:10th Anniversary HALL TOUR 2021 - BEST OF THE BEST -』を開催する。
2022年3月9日、ライブDVD&Blu-ray『JUST LIKE THIS 2021』をリリース。
同月31日、ボーカルIKEが持病悪化のため脱退することが発表された。
同年4月13日、音楽ストリーミングサービスSpotifyにてSPYAIRが『イマジネーション（Live at Sony Music AnimeSongs ONLINE 2022）』を公開した。
8月8日には、YouTubeにてSPYAIRが今後『SPYAIRとしての活動を続け、新しいボーカルを募集する方針』だと発表した。同月8月11日には、新たなYouTubeチャンネル『スパイエアー、ボーカル探してます。』を開設。このチャンネルでは、新ボーカリストを見つけ出し、バンドとして活動再開するまでの様子を公開していく。
10月から12月にかけては、イベントツアー「スパイエアー、バンカラツアー ～と、ボーカル探してます。～」を全国5都市で開催した。
また11月25日、SPYAIR ボーカルオーディション『君がSPYAIRだ！〜Hey Hey 応えて 誰かいませんか〜』の開催を発表。
12月28日には、ライブDVD&Blu-ray『SPYAIR RE:10TH ANNIVERSARY HALL TOUR 2021 -BEST OF THE BEST-』リリース。

### 2023年 -: 新ボーカル YOSUKE加入
2023年4月13日、新ボーカルが福岡県出身の24歳のシンガー “YOSUKE” に決定したことを発表。
同年6月9日、「サムライハート(Some Like It Hot!!) -New Version-」、6月23日には「My World -New Version-」をデジタルリリース。7月7日には約2年ぶりとなる新曲「RE-BIRTH」をリリースする。
7月13日・7月17日、ファンクラブ会員限定ライブ「AIR-GATE LIVE 2023 - JLT Extra -」を開催。
デビュー記念日となる8月11日には、2年ぶりとなる単独野外ライブ「JUST LIKE THIS 2023」を開催。また同日、会場限定CD「RE-BIRTH」をリリースする。
9月24日には「イマジネーション -New Version-」をデジタルリリース。
12月には、新体制後、初となる東名阪ツアー『SPYAIR TOUR 2023 RE-BIRTH』を開催。
2024年2月14日、2月16日全国公開されるアニメ映画「劇場版ハイキュー!! ゴミ捨て場の決戦」主題歌「オレンジ」を含むEPをリリース。同日にライブDVD&Blu-ray『JUST LIKE THIS 2023』もリリースされた。
同年4月から5月にかけては、全国ツアー『SPYAIR TOUR 2024 -ORANGE-』を開催。5月にはアジアツアー『SPYAIR ASIA TOUR 2024 -ORANGE-』も開催した。
9月29日、東京・日比谷野外音楽堂にて恒例野外ライブ『Just Like This 2024』を開催。"始まりのあの場所へ"となっており、SPYAIRとしては2011年以来約13年ぶりとなる日比谷ステージとなった。また、同日に会場限定シングル「FEEL SO GOOD」をリリース。
10月30日、テレビアニメ「青のミブロ」オープニングテーマとなった24thシングル「青」をリリース。11月から12月にかけては全国ツアー『SPYAIR TOUR 2024 - AO -』を開催した。
2025年1月16日、ドラマ「問題物件」主題歌に起用された「Buddy」を配信リリース。5月〜6月にかけては全国ツアー『SPYAIR TOUR 2025 - BUDDY -』を開催。また本ツアーにて会場限定CD「Buddy」が発売された。
5月14日、ライブDVD&Blu-ray『Just Like This 2024』をリリース。
6月にはアジアツアー『SPYAIR ASIA TOUR 2025 - BUDDY -』を台北、ソウルにて開催。
7月7日、「ボートレース 誰もが躍動するスポーツ」CMソングに起用された「Chase the Shine」を配信リリース。
9月27日・28日、山梨県 河口湖ステラシアターにて単独野外ライヴ"JUST LIKE THIS 2025"を開催予定。初の2DAYSとなる今回は、1日目はこれまでの"JUST LIKE THIS"をテーマに、2日目はSPYAIRが手掛けた歴代のアニメ・ソングをテーマに2日間異なるセットリストでライブを行う。

## メンバー
※特記がない限り、公式プロフィールを出典とした記述。
| 名前                 | 担当                  | 備考 |
| -------------------- | --------------------- | --- |
| UZ （ユージ）        | ギター プログラミング | - 生年月日 : 1984年12月13日（40歳） - 血液型 : A型 - SPYAIRの殆どの楽曲を作曲しており、一部楽曲では作詞もしている。 - ギター専門月刊音楽雑誌『Go!Go! GUITAR』にて「UZのONE LIFE」という連載を持っていた。 - 2019年1月29日にソロプロジェクト「STATE OF RHYMES」を始動。 |
| MOMIKEN （モミケン） | ベース                | - 生年月日 : 1984年11月14日（40歳） - 血液型 : B型 - 主に楽曲の作詞を担当しており、一部楽曲では作曲もしている。 - 目元に黒いラインを描かれている。これは名古屋で野外活動を開始した際に、人目を引くためにメンバー全員がガスマスクを着用していて、途中からMOMIKENのみが着用していた名残から。ちなみに、「THIS IS HOW WE ROCK」のミュージック・ビデオの冒頭で、脱がれたガスマスクが落ちている。 |
| KENTA （ケンタ）     | ドラムス              | - 生年月日 : 1985年3月16日（40歳） - 血液型 : A型 - 一部楽曲で作詞・作曲もしている。 - 好きなアーティストは、リンキンパーク、コーン、B'z、P!NK、ニッケルバック。 |
| YOSUKE （ヨウスケ）  | ボーカル              | - 生年月日 : 1998年7月31日（27歳） - 血液型 : - 新ボーカリストオーディション『君がSPYAIRだ！～Hey Hey 応えて 誰かいませんか～』を経て、2023年4月加入。福岡県出身。 - 元20/Aroundのボーカル |

### サポートメンバー
- tasuku : ギター、ベース[注 1]

### 旧メンバー
| 名前                | 担当     | 備考 |
| ------------------- | -------- | --- |
| ENZEL☆ （エンゼル） | DJ       | - 生年月日 : 1985年5月11日（40歳） - 血液型 : A型 - DJを名乗っているが、普段はDJプレイを全くせず、ライブの時などは、盛り上げ役に回ることが多い。 - サポートメンバー時代は、ギターチェンジでUZにギターを渡したり、MOMIKENのベースの弦を張り替えたりするなど、SPYAIRのライヴの手伝いをしていた。 - 2012年10月10日OAのSPYAIRのオールナイトニッポン0(ZERO)で、同年12月18日の日本武道館単独公演をもって脱退することを表明し、同日に脱退。 |
| IKE （イケ）        | ボーカル | - 生年月日 : 1984年4月18日（41歳） - 血液型 : AB型 - 一部楽曲で作詞・作曲もしている（何れも共作）。 - 好きなアーティストは、マイケル・ジャクソンや、B'zの稲葉浩志、小田和正など。ベース担当のMOMIKENを尊敬している。 - 2019年、潰瘍性大腸炎を発病。いったんは寛解期へと至ったものの、2022年に再発して寛解に至らないため、同年3月31日、バンドからの脱退を発表。 - 2023年7月より、ソロシンガーとして音楽活動を再開した。               |

## ディスコグラフィ

### インディーズ
現在は全て廃盤。
|     | 発売日        | タイトル           | 規格品番 |
| --- | ------------- | ------------------ | -------- |
| 1st | 2009年4月15日 | ジャパニケーション | UXCS-1D  |
| 2nd | 2009年9月16日 | 感情ディスコード   | UXCS-2   |

### メジャー

#### CDシングル
|      | 発売日         | タイトル                            | 規格品番                                                                             | オリコン 最高位 | 初収録アルバム    |
| ---- | -------------- | ----------------------------------- | ------------------------------------------------------------------------------------ | --------------- | ----------------- |
| 1st  | 2010年8月11日  | LIAR                                | AICL-2152/3（初回生産限定盤） AICL-2154（通常盤）                                    | 55位            | Rockin' the World |
| 2nd  | 2010年12月1日  | Last Moment                         | AICL-2207/8（初回生産限定盤） AICL-2209（通常盤） AICL-2210（BLEACH盤）              | 43位            | Rockin' the World |
| 3rd  | 2011年3月16日  | ジャパニケーション                  | AICL-2237/8（初回生産限定盤） AICL-2239 （通常盤）                                   | 84位            | Rockin' the World |
| 4th  | 2011年6月8日   | サムライハート (Some Like It Hot!!) | AICL-2251/2（初回生産限定盤） AICL-2253（通常盤）                                    | 18位            | Rockin' the World |
| 5th  | 2011年8月24日  | BEAUTIFUL DAYS                      | AICL-2274/5（初回生産限定盤） AICL-2276（通常盤）                                    | 34位            | Rockin' the World |
| 6th  | 2012年3月14日  | My World                            | AICL-2360/1（初回生産限定盤） AICL-2362（通常盤） AICL-2363（機動戦士ガンダムAGE盤） | 21位            | Just Do It        |
| 7th  | 2012年6月27日  | 0 GAME                              | AICL-2405/6 （初回生産限定盤） AICL-2407（通常盤）                                   | 15位            | Just Do It        |
| 8th  | 2012年9月5日   | Naked                               | AICL-2423                                                                            | 47位            | Just Do It        |
| 9th  | 2012年11月21日 | WENDY 〜It's You〜                  | AICL-2474/5 （初回生産限定盤） AICL-2476（通常盤）                                   | 29位            | BEST              |
| 10th | 2013年3月13日  | サクラミツツキ                      | AICL-2520/1（初回生産限定盤） AICL-2522（通常盤）                                    | 10位            | MILLION           |
| 11th | 2013年5月29日  | 虹                                  | AICL-2537/8（初回生産限定盤） AICL-2539（通常盤）                                    | 20位            | MILLION           |
| 12th | 2013年7月3日   | 現状ディストラクション              | AICL-2546（初回生産限定盤） AICL-2547（通常盤）                                      | 6位             | MILLION           |
| 13th | 2013年11月13日 | JUST ONE LIFE                       | AICL-2600/1（初回生産限定盤） AICL-2602（通常盤）                                    | 23位            | BEST              |
| 14th | 2014年4月30日  | イマジネーション                    | AICL-2670/1（初回生産限定盤） AICL-2672（通常盤）                                    | 9位             | 4                 |
| 15th | 2015年3月25日  | ROCKIN' OUT                         | AICL-2848/9（初回生産限定盤） AICL-2850（通常盤）                                    | 11位            | 4                 |
| 16th | 2015年7月22日  | ファイアスターター                  | AICL-2922/3（初回生産限定盤） AICL-2924（通常盤）                                    | 18位            | 4                 |
| 17th | 2015年10月21日 | アイム・ア・ビリーバー              | AICL-2997 （期間限定通常盤） AICL-2997（通常盤）                                     | 9位             | 4                 |
| 18th | 2016年7月13日  | THIS IS HOW WE ROCK                 | AICL-3126/7 （初回生産限定盤） AICL-3128（通常盤）                                   | 8位             | KINGDOM           |
| 19th | 2016年11月9日  | RAGE OF DUST                        | AICL-3215/6 （初回生産限定盤） AICL-3217 （通常盤） AICL-3218 （期間生産限定盤）     | 10位            | KINGDOM           |
| 20th | 2017年3月29日  | Be with                             | AICL-3307/8 （初回生産限定盤） AICL-3309 （通常盤）                                  | 12位            | KINGDOM           |
| 21st | 2017年8月30日  | MIDNIGHT                            | AICL-3404                                                                            | 20位            | KINGDOM           |
| 22nd | 2018年7月25日  | I Wanna Be…                         | AICL-3548 （期間生産限定盤） AICL-3549（通常盤）                                     | 26位            | UNITE             |
| 23rd | 2020年11月11日 | One Day                             | AICL-3958/9 （期間生産限定盤）                                                       | 14位            | UNITE             |
| 24th | 2024年10月30日 | 青                                  | AICL-4632 （通常盤） AICL-4633（期間生産限定盤）                                     | 36位            |                   |

#### 配信限定シングル
|      | 配信開始日    | タイトル                                          | 規格                   | 初収録アルバム |
| ---- | ------------- | ------------------------------------------------- | ---------------------- | -------------- |
| 1st  | 2012年1月1日  | MOVIN' ON                                         | デジタル・ダウンロード | 0 GAME         |
| 2nd  | 2019年1月18日 | B-THE ONE                                         | デジタル・ダウンロード | UNITE          |
| 3rd  | 2019年4月3日  | PRIDE OF LIONS                                    | デジタル・ダウンロード | UNITE          |
| 4th  | 2020年7月18日 | INSIDE OF ME                                      | デジタル・ダウンロード | UNITE          |
| 5th  | 2023年6月9日  | サムライハート(Some Like It Hot!) - New Version - | デジタル・ダウンロード | 未収録         |
| 6th  | 2023年6月23日 | My World - New Version -                          | デジタル・ダウンロード | 未収録         |
| 7th  | 2023年7月7日  | RE-BIRTH                                          | デジタル・ダウンロード | 未収録         |
| 8th  | 2023年9月24日 | イマジネーション - New Version -                  | デジタル・ダウンロード | 未収録         |
| 9th  | 2025年1月16日 | Buddy                                             | デジタル・ダウンロード | 未収録         |
| 10th | 2025年7月7日  | Chase the Shine                                   | デジタル・ダウンロード | 未収録         |

#### 会場限定シングル
|     | 発売日              | タイトル                 | 初収録アルバム   |
| --- | ------------------- | ------------------------ | ---------------- |
| 1st | 2017年7月29日       | THE WORLD IS MINE        | KINGDOM          |
| 2nd | 2018年7月28日       | We'll Never Die          | UNITE            |
| 3rd | 2019年7月27日       | B-THE ONE/PRIDE OF LIONS | UNITE            |
| 4th | 2021年7月17日       | All I Need               | BEST OF THE BEST |
| 5th | 2023年8月11日       | RE-BIRTH                 |                  |
| 6th | 2024年9月29日       | FEEL SO GOOD             |                  |
| 7th | 2025年5月5日        | Buddy                    |                  |
| 8th | 2025年9月27日・28日 | Bring the Beat Back      |                  |

#### コラボレーションシングル
| 名義         | 発売日         | タイトル      | 規格品番                                      | オリコン 最高位 | 初収録アルバム                        |
| ------------ | -------------- | ------------- | --------------------------------------------- | --------------- | ------------------------------------- |
| SEAMO×SPYAIR | 2012年10月17日 | ROCK THIS WAY | UPCH-9786 （初回限定盤） UPCH-5773 （通常盤） | 39位            | REVOLUTION（SEAMO） MILLION（SPYAIR） |

#### EP
|     | 発売日        | タイトル      | 規格品番                                                      | オリコン 最高位 | 初収録アルバム |
| --- | ------------- | ------------- | ------------------------------------------------------------- | --------------- | -------------- |
| 1st | 2021年1月6日  | 轍〜Wadachi〜 | AICL-4020/1 （期間生産限定盤A） AICL-4022 （期間生産限定盤B） | 4位             | UNITE          |
| 2nd | 2024年2月14日 | オレンジ      | AICL-4512 （期間生産限定盤） AICL-4511 （通常盤）             | 12位            | 未収録         |

#### フルアルバム
|     | 発売日         | タイトル          | 規格品番                                                                              | オリコン 最高位 |
| --- | -------------- | ----------------- | ------------------------------------------------------------------------------------- | --------------- |
| 1st | 2011年9月21日  | Rockin' the World | AICL-2287/8 （初回生産限定盤A） AICL-2289/90 （初回生産限定盤B） AICL-2291 （通常盤） | 8位             |
| 2nd | 2012年9月19日  | Just Do It        | AICL-2425/6 （初回生産限定盤A） AICL-2427/8 （初回生産限定盤B） AICL-2429 （通常盤）  | 20位            |
| 3rd | 2013年8月7日   | MILLION           | AICL-2557/8 （初回生産限定盤A） AICL-2559/60 （初回生産限定盤B） AICL-2561 （通常盤） | 2位             |
| 4th | 2015年11月18日 | 4                 | AICL-2989/90 （初回生産限定盤A） AICL-2991/2 （初回生産限定盤B） AICL-2993 （通常盤） | 6位             |
| 5th | 2017年10月11日 | KINGDOM           | AICL-3411/2 （初回生産限定盤A） AICL-3413/4 （初回生産限定盤B） AICL-3415 （通常盤）  | 5位             |
| 6th | 2021年3月31日  | UNITE             | AICL-4038/9 (初回生産限定盤) AICL-4040 (通常盤)                                       | 7位             |

#### ベストアルバム
|     | 発売日         | タイトル         | 規格品番                                                                                     | オリコン 最高位 |
| --- | -------------- | ---------------- | -------------------------------------------------------------------------------------------- | --------------- |
| 1st | 2014年11月26日 | BEST             | AICL-2780/1 （初回生産限定盤A） AICL-2782/3 （初回生産限定盤B） AICL-2784 （通常盤）         | 3位             |
| 2nd | 2021年8月11日  | BEST OF THE BEST | AICL-4075～4077 （初回生産限定盤） AICL-4080～4082 （期間生産限定盤） AICL-4078/9 （通常盤） | 5位             |

#### 映像作品
|                | 発売日         | タイトル                                                     | 規格         | 規格品番               | 規格品番     | 規格品番             | オリコン 最高位 | オリコン 最高位 |
| 完全生産限定盤 | 発売日         | タイトル                                                     | 規格         | 初回生産限定盤         | 通常盤       | DVD                  | BD              |                 |
| -------------- | -------------- | ------------------------------------------------------------ | ------------ | ---------------------- | ------------ | -------------------- | --------------- | --------------- |
| 1st            | 2012年1月18日  | 5リオシ!前編〜すいません東京ナメてました                     | 2DVD         | -                      | -            | AIBW-1/2             | 95位            | -               |
| 2nd            | 2012年1月18日  | 5リオシ!後編〜すいませんもう終わりにして下さい               | 2DVD         | -                      | -            | AIBW-3/4             | 96位            | -               |
| 3rd            | 2012年3月14日  | SPYAIR LIVE at 野音「Just Like This 2011」                   | DVD          | -                      | -            | AIBL-9240            | 33位            | -               |
| 4th            | 2013年3月13日  | SPYAIR LIVE at 武道館 2012                                   | 2DVD         | -                      | -            | AIBL-9262/3          | 12位            | -               |
| 5th            | 2014年3月26日  | SPYAIR TOUR 2013 "MILLION"                                   | 2DVD         | -                      | -            | AIBL-9290/1          | 14位            | -               |
| 6th            | 2016年1月13日  | JUST LIKE THIS 2015                                          | 2DVD DVD     | -                      | AIBL-9329/30 | AIBL-9331            | 5位             | -               |
| 7th            | 2016年5月11日  | DYNAMITE 〜シングル全部ヤリマス〜                            | 2DVD         | -                      | AIBL-9350/1  | AIBL-9352/3          | 2位             | -               |
| 8th            | 2016年12月28日 | JUST LIKE THIS 2016                                          | 2DVD         | -                      | AIBL-9367/8  | AIBL-9369/70         | 7位             | -               |
| 9th            | 2017年5月31日  | SPYAIR ARENA TOUR 2016-2017 真冬の大サーカス                 | 2DVD         | -                      | AIBL-9373/4  | AIBL-9375/6          | 5位             | -               |
| 10th           | 2018年3月14日  | JUST LIKE THIS 2017                                          | 2DVD         | -                      | AIBL-9388/9  | AIBL-9390/1          | 6位             | -               |
| 11th           | 2018年10月24日 | SPYAIR TOUR 2018 -KINGDOM- Live at NIPPON BUDOKAN 2018.4.18  | DVD BD       | AIBL-9409 AIXL-101     | -            | -                    | 6位             | 21位            |
| 12th           | 2019年3月27日  | JUST LIKE THIS 2018                                          | 2DVD BD      | AIBL-9416/7 AIXL-107   | -            | -                    | 6位             | 28位            |
| 13th           | 2020年3月4日   | JUST LIKE THIS 2019                                          | 2DVD BD      | AIBL-9443/4 AIXL-131   | -            | -                    | 12位            | 20位            |
| 14th           | 2021年8月11日  | BEST OF THE BEST CLIPS                                       | DVD BD       | -                      | -            | AICL-9472/3 AIXL-156 | 5位             | 13位            |
| 15th           | 2022年3月9日   | JUST LIKE THIS 2021                                          | 2DVD BD      | AIBL-9476 AIXL-158     | -            | -                    | 7位             | 17位            |
| 16th           | 2022年12月28日 | SPYAIR RE:10TH ANNIVERSARY HALL TOUR 2021 -BEST OF THE BEST- | DVD BD       | AIBL-9478 AIXL-161     | -            | -                    | 5位             | 14位            |
| 17th           | 2024年2月14日  | JUST LIKE THIS 2023                                          | DVD+CD BD+CD | AIBL-9495/7 AIXL-187/8 | -            | -                    | 11位            | 18位            |
| 18th           | 2025年5月14日  | Just Like This 2024                                          | DVD+CD BD+CD | AIBL-9506/8 AIXL-206/7 | -            | -                    | 11位            | 16位            |

## ミュージックビデオ
| 監督            | 曲名 |
| --------------- | --- |
| 石井"taka"貴英  | 「ジャパニケーション」 |
| 柿本ケンサク    | 「0 GAME」 |
| 斎藤渉          | 「LIAR」「THIS IS HOW WE ROCK」 |
| 須永秀明        | 「JUST ONE LIFE」 |
| 多田卓也        | 「Last Moment」 |
| Masahiko Tsuruo | 「GLORY」「JUST LIKE THIS 2015」 |
| Dan Nishi       | 「MOVIN' ON」 |
| フカツ マサカズ | 「Naked」「ROCKIN' OUT」「WENDY 〜It's You〜」「アイム・ア・ビリーバー」「イマジネーション」「サクラミツツキ」「ファイアスターター」「現状ディストラクション」「虹」「MIDNIGHT」「I Wanna Be…」「One Day」「轍〜W adachi〜」 |
| ムラカミ タツヤ | 「BEAUTIFUL DAYS」「My World」「サムライハート(Some Like It Hot!!)」 |
| 山戸結希        | 「Be with」 |
| 今井俊彦        | 「RAGE OF DUST」 |
| Yo Ohashi       | 「THE WORLD IS MINE」 |
| Shinji Suda     | 「RE-BIRTH」 |

## タイアップ一覧
| 起用年 | 曲名                                | タイアップ |
| ------ | ----------------------------------- | --- |
| 2010年 | LIAR                                | TBS系ドラマ「ハンマーセッション!」主題歌                                                                                                |
| 2010年 | INCOMPLETE                          | TBS系ドラマ「ハンマーセッション!」劇中歌                                                                                                |
| 2010年 | Last Moment                         | テレビ東京系アニメ「BLEACH」エンディングテーマ                                                                                          |
| 2010年 | Just Like This                      | LISMOドラマ「恋色円舞」主題歌 |
| 2011年 | サムライハート (Some Like It Hot!!) | テレビ東京系アニメ「銀魂'」エンディングテーマ                                                                                           |
| 2011年 | Crazy                               | ニコニコ生放送「電波研究社」6月度エンディングテーマ                                                                                     |
| 2011年 | BEAUTIFUL DAYS                      | 日本テレビ系ドラマ「ドン★キホーテ」主題歌                                                                                               |
| 2011年 | STRONG                              | ジーンズメーカー「Hip-Zip」TVCMソング                                                                                                   |
| 2012年 | MOVIN' ON                           | 「福岡カスタムカーショー2012」イメージソング                                                                                            |
| 2012年 | My World                            | 毎日放送・TBS系アニメ「機動戦士ガンダムAGE」アセム編エンディングテーマ                                                                  |
| 2012年 | My World                            | テレビ東京系「ロック兄弟」4月オープニングテーマ                                                                                         |
| 2012年 | 0 GAME                              | ソニー・ピクチャーズ エンタテインメント配給映画「アメイジング・スパイダーマン」日本版テーマソング                                       |
| 2012年 | 0 GAME                              | テレビ東京系「ロック兄弟」6月オープニングテーマ                                                                                         |
| 2012年 | Naked                               | 中京テレビ・日本テレビ系「フットンダ」9月エンディングテーマ                                                                             |
| 2012年 | Naked                               | テレビ東京系「ロック兄弟」9月オープニングテーマ                                                                                         |
| 2012年 | Naked                               | 九州朝日放送「ドォーモ」9月エンディングテーマ                                                                                           |
| 2012年 | Naked                               | 9月 MTV「BUZZ CLIP」 |
| 2012年 | Break Myself                        | ネクソン 新感覚リアルアクションFPS「シャドウカンパニー」 TVCMソング                                                                     |
| 2012年 | WENDY 〜It's You〜                  | NHK総合ドラマ「恋するハエ女」主題歌 |
| 2012年 | I want a place                      | エディオンTVCMソング |
| 2013年 | サクラミツツキ                      | テレビ東京系アニメ「銀魂' 一国傾城篇」オープニングテーマ                                                                                |
| 2013年 | 虹                                  | TBS系ドラマ「潜入探偵トカゲ」主題歌 |
| 2013年 | 現状ディストラクション              | ワーナー・ブラザース映画配給映画「劇場版 銀魂 完結篇 万事屋よ永遠なれ」主題歌                                                           |
| 2013年 | 現状ディストラクション              | テレビ東京系「ロック兄弟」7月オープニングテーマ                                                                                         |
| 2013年 | OVERLOAD                            | スズキ・スイフト「Explotion」篇 TVCMソング                                                                                              |
| 2013年 | JUST ONE LIFE                       | フジテレビ系アニメ・ノイタミナ枠「サムライフラメンコ」オープニングテーマ                                                                |
| 2014年 | イマジネーション                    | MBS・TBS系アニメ「ハイキュー!!」オープニングテーマ                                                                                      |
| 2015年 | ファイアスターター                  | 日本テレビ×Hulu共同製作ドラマ『THE LAST COP/ラストコップ』主題歌                                                                        |
| 2015年 | アイム・ア・ビリーバー              | テレビアニメ「ハイキュー!! セカンドシーズン」オープニングテーマ                                                                         |
| 2016年 | RAGE OF DUST                        | MBS・TBS系アニメ「機動戦士ガンダム 鉄血のオルフェンズ」オープニングテーマ                                                               |
| 2017年 | MIDNIGHT                            | 東海テレビ・フジテレビ系ドラマ「ウツボカズラの夢」主題歌                                                                                |
| 2017年 | THE WORLD IS MINE                   | TBS系「COUNT DOWN TV」10月・11月オープニングテーマ                                                                                      |
| 2018年 | スクランブル                        | PlayStation 4/PlayStation Vita用ゲーム「銀魂乱舞」テーマソング                                                                          |
| 2018年 | We'll Never Die                     | ザ・プレミアム・モルツ「The Premium Music」キャンペーンソング                                                                           |
| 2018年 | I Wanna Be…                         | テレビ東京系アニメ「銀魂.銀ノ魂篇」オープニングテーマ                                                                                   |
| 2018年 | B-THE ONE                           | 「B.LEAGUE 2018-19 SEASON」公式テーマソング                                                                                             |
| 2019年 | PRIDE OF LIONS                      | 日本体育大学応援ソング |
| 2020年 | One Day                             | テレビアニメ「ハイキュー!! TO THE TOP」エンディングテーマ                                                                               |
| 2021年 | 轍〜Wadachi〜                       | ワーナー・ブラザース映画配給映画「銀魂 THE FINAL」主題歌                                                                                |
| 2024年 | オレンジ                            | 映画「劇場版ハイキュー!! ゴミ捨て場の決戦」主題歌                                                                                       |
| 2024年 | オレンジ                            | TBSテレビ、BS-TBS「バレーボールネーションズリーグ2024」テーマソング TBSテレビ、BS-TBS「バレーボールネーションズリーグ2025」テーマソング |
| 2024年 | 青                                  | 読売テレビ・日本テレビ系アニメ「青のミブロ」オープニングテーマ                                                                          |
| 2025年 | Buddy                               | フジテレビ系ドラマ「問題物件」主題歌 |
| 2025年 | Chase the Shine                     | ボートレース2025 CMシリーズ『ボートレース だれもが躍動するスポーツ』CMソング                                                            |

## 楽曲提供
| 歌手名                           | 曲名             | 発売日         | 備考                                                     |
| -------------------------------- | ---------------- | -------------- | -------------------------------------------------------- |
| MEN ON STYLE                     | WE ARE           |                |                                                          |
| Gero                             | サヨナラカゲロウ | 2017年7月26日  | 4thフルアルバム『EGOIST』収録曲                          |
| MAG!C☆PRINCE                     | Best My Friend   | 2018年2月14日  | 6thシングル『Best My Friend』表題曲                      |
| MAG!C☆PRINCE                     | Magic Dragons    | 2018年6月20日  | 7thシングル『SUMMER LOVE』c/w曲                          |
| 小野賢章                         | FIVE STAR        | 2018年6月27日  | 5thシングル『FIVE STAR』表題曲                           |
| 小野賢章                         | Rolling Days     | 2018年6月27日  | 5thシングル『FIVE STAR』c/w曲                            |
| GYROAXIA                         | SCATTER          | 2020年6月10日  | 1stシングル『SCATTER』表題曲                             |
| GYROAXIA                         | IGNITION         | 2020年9月12日  | 配信シングル『IGNITION』表題曲                           |
| GYROAXIA                         | IGNITION         | 2021年3月17日  | 1stアルバム『ONE』収録曲                                 |
| GYROAXIA                         | The last resort  | 2023年7月22日  | 配信シングル『The last resort』表題曲                    |
| 虹ヶ咲学園スクールアイドル同好会 | DIVE!            | 2020年11月18日 | 挿入歌シングル『Dream with You/Poppin' Up!/DIVE!』収録曲 |
| halca                            | もういいや。     | 2021年5月19日  | 7thシングル『きみがいたしるし』c/w曲                     |
| Argonavis                        | Anthem           | 2022年5月25日  | 2ndアルバム『CYAN』収録曲                                |
| 風神RIZING!                      | longing          | 2022年9月14日  | 1stアルバム『ピース!』収録曲                             |
| TOMORROW X TOGETHER              | Rise             | 2025年4月7日   | 配信シングル『Rise』表題曲                               |

## ライブ

### 全国ツアー
- ライブツアーの名前は基本的に開催年とともに、アルバムもしくはシングルのタイトルが付く。

### 真夏の3番勝負
2011年から2013年に行われていた自主企画ライブ。3日間かけて行われ、毎回違うゲストアーティストを呼び、対バン形式で行うツーマンライブ。2014年も開催予定であったが、IKEが声帯ポリープと急性声帯炎を併発したことで開催中止となり、以来一度も開催されていない。

### JUST LIKE THIS
単独野外ライブのみに付けられる名称。2011年に第1回開催後、2015年から毎年夏に開催されている。

### AIR GATE LIVE
- オフィシャルファンクラブ「AIR GATE」会員限定ライブ。

### 海外ライブ
| 公演日         | 国           | 場所等                                          | イベント名                                        | 備考           |
| -------------- | ------------ | ----------------------------------------------- | ------------------------------------------------- | -------------- |
| 2011年7月30日  | 韓国         | ジサン・フォレスト・リゾート                    | JISAN VALLEY ROCK FESTIVAL 2011                   | フェス         |
| 2011年12月9日  | 韓国         | Club FF (弘大)                                  | 『SPYAIR TOUR 2011「Rockin' the World」in KOREA』 | ワンマン       |
| 2012年7月28日  | 韓国         | ジサン・フォレスト・リゾート                    | JISAN VALLEY ROCK FESTIVAL 2012                   | フェス         |
| 2012年12月1日  | 韓国         | ソウル 弘大(ホンデ) V-HALL                      | SPYAIR LIVE in SEOUL 2012                         | ワンマン       |
| 2012年12月2日  | 韓国         | ソウル 弘大(ホンデ) V-HALL                      | SPYAIR LIVE in SEOUL 2012                         | ワンマン       |
| 2013年8月18日  | 韓国         | 蚕室（チャムシル）スタジアム                    | HYUNDAI CARD SUPER CONCERT “CITY BREAK”           | フェス         |
| 2013年9月20日  | フランス     | Parc Floral De Paris                            | Tokyo Crazy Kawaii Paris                          | 文化イベント   |
| 2013年9月21日  | フランス     | Parc Floral De Paris                            | Tokyo Crazy Kawaii Paris                          | 文化イベント   |
| 2013年9月22日  | フランス     | Parc Floral De Paris                            | Tokyo Crazy Kawaii Paris                          | 文化イベント   |
| 2013年9月28日  | 韓国         | ソウル 弘大(ホンデ) V-HALL                      | SPYAIR LIVE in Seoul 2013                         | ワンマン       |
| 2013年9月29日  | 韓国         | ソウル 弘大(ホンデ) V-HALL                      | SPYAIR LIVE in Seoul 2013                         | ワンマン       |
| 2015年4月4日   | 韓国         | ソウル MuV Hall                                 | SPYAIR LIVE in Seoul 2015                         | ワンマン       |
| 2015年12月6日  | 韓国         | ソウル MuV Hall                                 | SPYAIR LIVE in SEOUL 〜I'M A BELIEVER 2015 AGAIN! | ワンマン       |
| 2016年1月9日   | 台湾         | ATT SHOW BOX                                    | SPYAIR LIVE in Taipei 〜I'M A BELIEVER 2016       | ワンマン       |
| 2016年3月26日  | フランス     | パリのLA MACHINE du Moulin Rouge                | SPYAIR LIVE IN PARIS 2016                         | ワンマン       |
| 2016年8月13日  | 中国         | 上海の浅水湾文化芸術センター Q HALL             | SPYAIR LIVE in Shanghai 2016                      | ワンマン       |
| 2016年8月14日  | 韓国         | 仁川                                            | INCHEON PENTAPORT ROCK FESTIVAL 2016              | フェス         |
| 2016年8月27日  | 台湾         | 台中市文心森林公園 圓滿戶外劇場                 | NO FEAR FESTIVAL 2016                             | フェス         |
| 2016年8月28日  | 台湾         | 台中市文心森林公園 圓滿戶外劇場                 | NO FEAR FESTIVAL 2016                             | フェス         |
| 2016年12月4日  | 韓国         | YES24 LIVE HALL                                 | SPYAIR LIVE in SEOUL 2016                         | ワンマン       |
| 2017年7月1日   | 韓国         | ソウル                                          | 韓日SUPER ROCK〈Great Meeting 2017 in Seoul〉     | ライブイベント |
| 2017年9月10日  | フィリピン   | SMX Convention Center                           | Best Of Anime 2017                                | ライブイベント |
| 2017年12月1日  | 中国         | 香港                                            | SPYAIR LIVE IN HONGKONG 2017                      | ワンマン       |
| 2017年12月3日  | 中国         | 北京                                            | SPYAIR LIVE IN BEIJING 2017                       | ワンマン       |
| 2018年11月30日 | シンガポール | Suntec Singapore Convention & Exhibition Centre | C3AFA Singapore 2018                              | ライブイベント |
| 2023年10月8日  | 韓国         | 釜山Samnak Ecological Park                      | 2023 BUSAN INTERNATIONAL ROCK FESTIVAL            | フェス         |
| 2024年3月30日  | アメリカ     | 705 Pike St, Seattle, WA                        | Sakura-con 2024                                   | ライブイベント |
| 2024年10月5日  | 韓国         | 釜山Samnak Ecological Park                      | 2024 Busan International Rock Festival            | フェス         |

## 出演

### テレビ
- 5リオシ!（2010年11月27日 - 2011年11月26日、MUSIC ON! TV）
- 音楽の日 2024(2024年7月13日)

### ラジオ
- Q&AIR（2009年7月5日 - 2010年3月29日、ZIP-FMFIND OUT）
- AIR'sROCK（2010年4月1日 - 2015年9月25日、ZIP-FM）
- SPYAIRの夜も政宗（2010年8月3日 - 3ヶ月間、DATE FM「MIXUP」内）
- SPYAIRのオールナイトニッポン0(ZERO)（2012年4月4日 - 2013年3月27日、ニッポン放送）
- SPYAIRのBASARAKA‼️(2024年8月3日-、FM福岡)

### イベント
- めざましテレビpresents T-SPOOK TOKYO HALLOWEEN PARTY（2017年10月22日、東京都江東区青海） - 銀魂のキャラクターの衣装で出演[63]。

## 書籍
- SPYAIR EPISODE 01（2013年2月14日）完全予約制で発売

ONE PARK